# Rattachement de la Savoie à la France (1792)
Pour les articles homonymes, voir Rattachement de la Savoie à la France.
Le rattachement de la Savoie à la France de 1792 marque la réunion, selon le terme du décret, l'occupation ou encore l'annexion, selon les historiens,, du duché de Savoie à la République française, décrétée le 27 novembre 1792, à la suite du rapport du député de Loir-et-Cher, l'abbé Henri Grégoire. Le territoire de la Savoie reste ainsi attaché à la France jusqu'en 1815.
La Savoie est définitivement rattachée à la France avec l'annexion de 1860,,.

## Contexte
Les troupes révolutionnaires françaises envahissent le duché de Savoie dans la nuit du 21 au 22 septembre 1792, sans déclaration de guerre préalable. Celles-ci forment l'Armée des Alpes, menée par Anne-Pierre de Montesquiou-Fézensac. L'avant-garde de cette armée est formée par la Légion des Allobroges, dont fait partie Joseph Marie Dessaix.
Le 27 novembre 1792, l'abbé Grégoire à la Convention nationale lit son Rapport et discussion sur la question de l'incorporation de la Savoie à la France au cours duquel il demande à l'assemblée sa décision face au « vœu librement émis de la Savoie » d'incorporer la République française. Cette demande repose sur la demande faite par l'Assemblée nationale des Allobroges ou Assemblée des députés des Communes de la Savoie, lors d'une séance du 22 octobre 1792 à Chambéry,. Le travail des membres de l'Assemblée, dont Philibert Simond, mène à l'incorporation du duché de Savoie à la France, ainsi que la proclamation de la fin de la monarchie et du système féodal. Soumise au vote par assis et levé, seul le député de la Corrèze Pénières s'oppose à la proposition. Le décret est adopté.

## Texte du décret
Le préambule du décret du 27 novembre 1792 (réunion de la Savoie à la France) débute ainsi :

« La Convention nationale, après avoir entendu le rapport de ses comités, et avoir reconnu que le vœu libre et universel du peuple souverain de la Savoie, émis dans les assemblées de communes, est de s'incorporer à la République française proclamée alors le 21 septembre de la même année : considérant que la nature, les rapports et les intérêts respectifs rendent cette réunion avantageuse aux deux peuples, déclare qu'elle accepte la réunion proposée, et que dès ce moment la Savoie fait partie intégrante de la République française. »

— Convention nationale du 27 novembre 1792, qui réunit la Savoie à la France.
L'article premier spécifie que « la Savoie formera provisoirement un quatre-vingt-quatrième département, sous le nom de département du Mont-Blanc ».

## Commémoration
À l'automne 1872, Jules Philippe est à l'origine de la venue de Léon Gambetta en Savoie pour les célébrations du 80e anniversaire de la première réunion de la Savoie à la France.
En 1892, la France célèbre le Centenaire de l'annexion de la Savoie avec la réalisation d'une statue, La Sasson. Le sculpteur est Alexandre Falguière (1831-1900).